# Asociația Foștilor Deportați în Bărăgan
Asociația Foștilor Deportați în Bărăgan (deutsch Vereinigung der ehemaligen Bărăgan-Deportierten) ist ein gemeinnütziger, eingetragener Verein, der 1990 gegründet wurde und sich die wissenschaftliche Aufarbeitung der Deportation in die Bărăgan-Steppe durch die Untersuchung der rumänischen Archive und die Auswertung von Zeitzeugenaussagen zum Ziel gesetzt hat. Der Verein hat seinen Sitz am Freiheitsplatz (rumänisch Piața Libertății) Nummer 2, im I. Bezirk Cetate in Timișoara, Rumänien. 

## Die Stiftung

### Vorgeschichte
Nach dem Zerwürfnis der kommunistischen Staatsführer Stalin (Sowjetunion) und Josip Broz Tito (Jugoslawien), ausgelöst durch unterschiedliche Ansichten über die wirtschaftliche und politische Entwicklung im sich formierenden Ostblock und dem daraus folgenden Ausschluss Jugoslawiens aus dem Kominform-Bündnis im Juni 1948, nahmen die Spannungen zwischen Jugoslawien und dem sich zu Stalin bekennenden Rumänien zu. Die multiethnische Bevölkerung des westlichen Banats im Gebiet der rumänisch-jugoslawischen Grenze wurde von der kommunistischen Regierung Rumäniens als Sicherheitsrisiko eingestuft. Aus diesem Grund wurde von der rumänischen Staatsführung ein Plan zur Säuberung des Grenzgebiets „von politisch unzuverlässlichen Elementen“ entworfen.
Am 18. Juni 1951, dem orthodoxen Pfingstsonntag, wurden 12791 Familien, was 40320 Personen entsprach, unabhängig ihrer nationalen Zugehörigkeit verschleppt.
Aus wirtschaftlichen Gründen wurden deportiert Kulaken (rumänisch "Chiaburi"), Kaufleute, Großgrundbesitzer und Industrielle, aus politischen Gründen ehemalige Wehrmachtsangehörige, Antikommunisten, Flüchtlinge aus Bessarabien und Titoisten, ferner Intellektuelle vorwiegend Lehrer und Geistliche, aber auch Kriminelle. Rumänen waren ebenso betroffen wie Deutsche, Serben, Bulgaren, Ungarn, Juden und Aromunen.  
Deportiert wurden Bewohner des westlichen Banats aus einem 25–30  Kilometer breiten Gebiet entlang der rumänisch-jugoslawischen Grenze aus den Kreisen Timiș, Caraș-Severin und Mehedinți. Die Deportation endete 1956. Für die Ausführung der Deportation wurden 20106 bewaffnete Soldaten und Angehörige der Miliz eingesetzt.

### Vereinsgeschichte
Im Jahr 1990 wurde die Stiftung Asociația Foștilor Deportați în Bărăgan in Timișoara gegründet. Gründer und Initiator des Vereins war Silviu Sarafolean, der bis zu seinem Tod im Juni 2012 den Vorsitz des Vereins innehatte. 
Hauptziel der Stiftung ist die wissenschaftliche Aufarbeitung der Deportation durch die Untersuchung der rumänischen Archive und die Auswertung von Zeitzeugenaussagen sowie die Veröffentlichung der Forschungsergebnisse mittels Publikationen, Filmen, Vorträgen und Ausstellungen. Die Stiftung steht den betroffenen Personen beratend zur Seite und setzt sich für Wiedergutmachung des geschehenen Unrechts ein.
Der Verein erreicht sein Ziel durch die Herausgabe von Büchern, Dokumentarfilmen,  dem Organisieren von Ausstellungen, Symposien, Tagungen und Gedenkveranstaltungen.
Die Mitglieder des Vereins sind Intellektuelle, Bauern, Handwerker und Kaufleute aus Timișoara und den umliegenden Ortschaften entlang der rumänisch-serbischen Grenze, Orte aus dem Südwesten Rumäniens, die von der Deportation betroffen waren, aus den Kreisen Timiș, Caraș-Severin und Mehedinți. 
Dem Verein gehören Rumänen, Deutsche, Serben, Bulgaren, Ungarn, Juden und Aromunen an.

### Vereinstätigkeit
Im Rahmen ihrer Forschungstätigkeit in den Staatsarchiven des Landes erstellte die Stiftung eine umfangreiche Urkundendatenbank zur Dokumentation der Deportation. Diese Arbeit verwirklichte sich in der Veröffentlichung einer Anzahl von Büchern und Dokumentarfilmen. 
Chronologische Zusammenfassung der Vereinstätigkeit:
- 1993 – Dokumentarfilm von Lucia Hossu Longin: Die Deportation in den Bărăgan, TVR 1
- 1994 – Dokumentarfilm von Lucia Hossu Longin: Das Memorial des Leids, TVR 1
- 1994 – Viorel Marineasa und Daniel Vighi: Rusalii ’51 - fragmente din deportarea în Bărăgan (deutsch Pfingsten ’51 - Auszüge aus der Deportation in den  Bărăgan), Marineasa Verlag
- 1996 – anlässlich der 45-jährigen Gedenkfeier der Deportation wurde im Justizpark (rumänisch Parcul Justiṭiei) von Timișoara das Denkmal zu Ehren der Deportierten in den Bărăgan errichtet. Das Denkmal wurde von dem Bildhauer Nelu Crăciun angefertigt.[2]
- 1996 – Viorel Marineasa, Daniel Vighi und Valentin Sămînţă: Deportarea în Bărăgan - Destine, documente, reportaje (deutsch Die Deportation in den  Bărăgan - Schicksale, Urkunden, Reportagen), Marineasa Verlag
- 1997 – Bildband: Fotomemoria unei deportãri (deutsch Das Fotogedächtnis einer Deportation) Grafische Gestaltung: Mihai Botescu, Text Viorel Marineasa, Daniel Vighi, Marineasa Verlag
- 1998 – Rafael Mirciov: Lagărul deportării - Pagini din lagărul Bărăganului (deutsch Das Deportationslager - Auszüge aus dem Zwangsaufenthalt im Bărăgan), Mirton Verlag
- 2001 – Silviu Sarafolean: Deportații în Bărăgan 1951-1956 (deutsch Die Deportierten in den Bărăgan 1951 - 1956)
- 2004 – Auf Initiative der Vereinigung der ehemaligen Bărăgan-Deportierten  wurde im Banater Dorfmuseum in Timișoara ein Deportationshaus originalgetreu nachgebaut.[3]

### Auszeichnungen
Im Jahr 2000 wurde die Vereinigung der ehemaligen Bărăgan-Deportierten als Anerkennung ihrer Arbeit im Dienste der Demokratie und Wahrheitsfindung von dem rumänischen Präsidenten Emil Constantinescu mit der Medaille und der Urkunde „Zehn Jahre im Kampf für Demokratie“ ausgezeichnet. 